# Paul Galvin
Paul Vincent Galvin (27 de junho de 1895 – 5 de novembro de 1959) foi um dos dois fundadores da empresa de telecomunicações Motorola, o outro foi Joseph Galvin. Fundada originalmente como Galvin Manufacturing Corporation em 25 de setembro de 1928, a Motorola tornou-se líder em equipamentos de comunicação. Foi o inventor do som automotivo.

## Biografia
Galvin nasceu em Harvard, Illinois. Lutou na Primeira Guerra Mundial, onde atuou como oficial de artilharia. Participou do Instituto de Tecnologia de Illinois. Foi integrante ativo da fraternidade Phi Kappa Theta. Viveu por pouco tempo em Marshfield, Wisconsin. Em 1942, sua esposa, Lillian, foi assassinada em sua casa, em Evanston, Illinois, um assassinato que nunca foi resolvido.
A metodologia do Seis Sigma foi desenvolvida pela Motorola sob o comando de seu filho, Bob Galvin.